# クラレンス島
クラレンス島(クラレンスとう、Clarence Island)は、長さ19.3kmのサウス・シェトランド諸島最東端にある島である。命名は1821年に遡り、現在では世界中で使われている。アーネスト・シャクルトンの有名な遠征で彼はクラレンス島を見たが、上陸したのはエレファント島だった。この島は、アルゼンチンからはアルゼンチン領南極、イギリスからはイギリス領南極地域に属すると主張されている。
標高2300mのアーヴィング山は、南端のボールズ岬よりも3km北にある。クラレンス島の東1.5kmには2つの小島があり、61°11'S, 054°00'Wの地点にある北の島は、シュガーローフ島(Sugarloaf Island)と名付けられている。北西部の海岸には、チンストラップ湾(Chinstrap Cove)がある。